# Marina de Guerra de la República Española

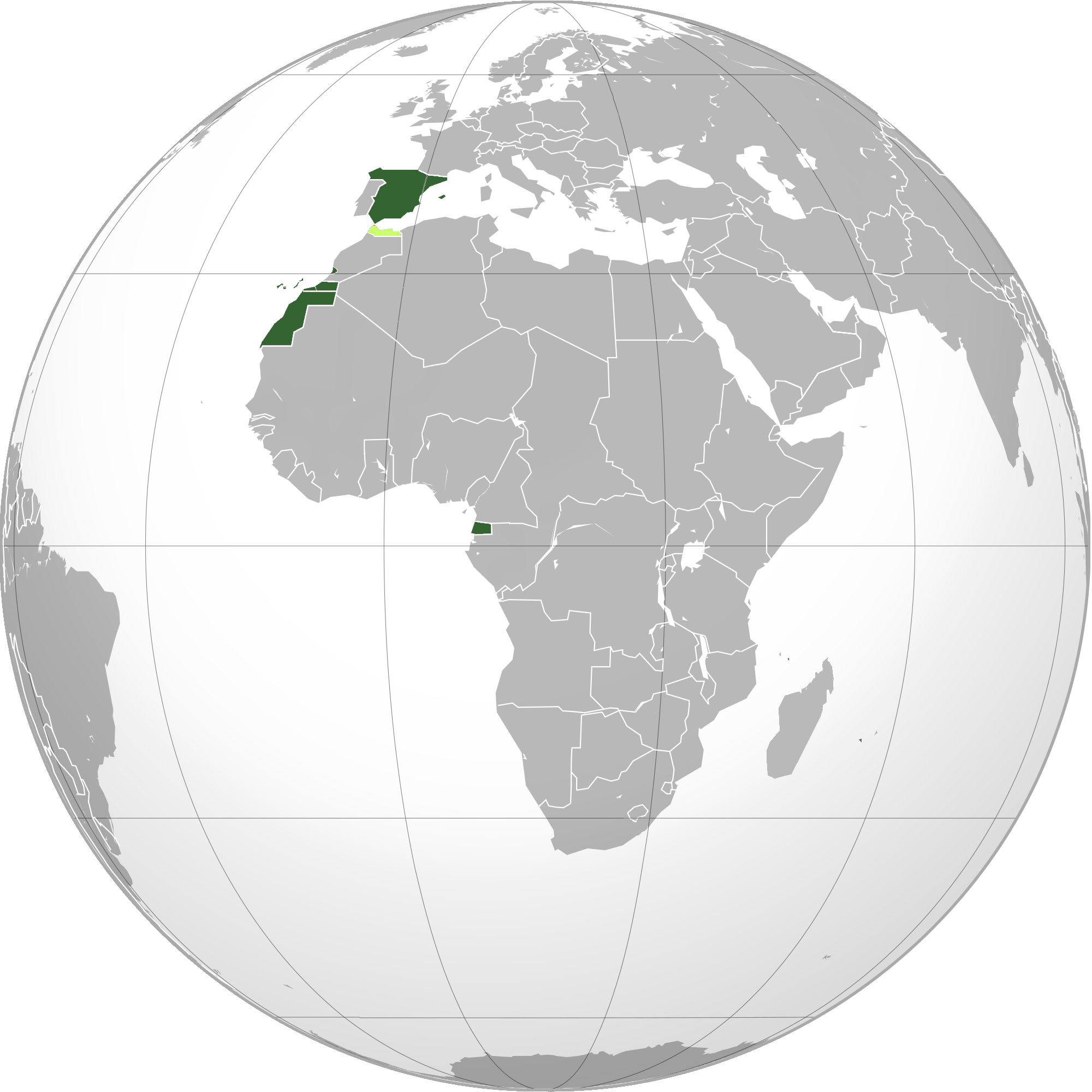
España y sus territorios en África durante la Segunda República (1931-1939)

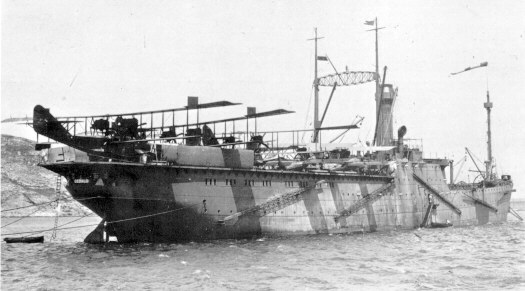
El portahidroaviones Dédalo en 1920.

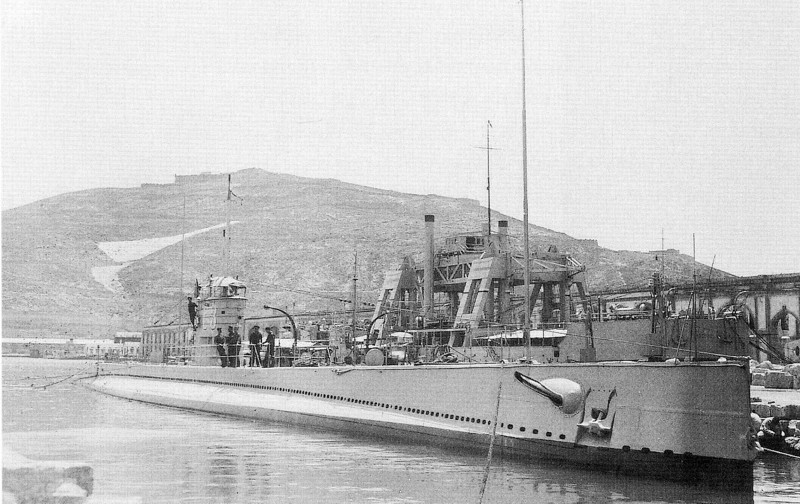
El submarino C-3 y el buque de rescate de submarinos Kanguro en la base naval de Cartagena. Este submarino, fue hundido por el submarino alemán U-34 en 1936.

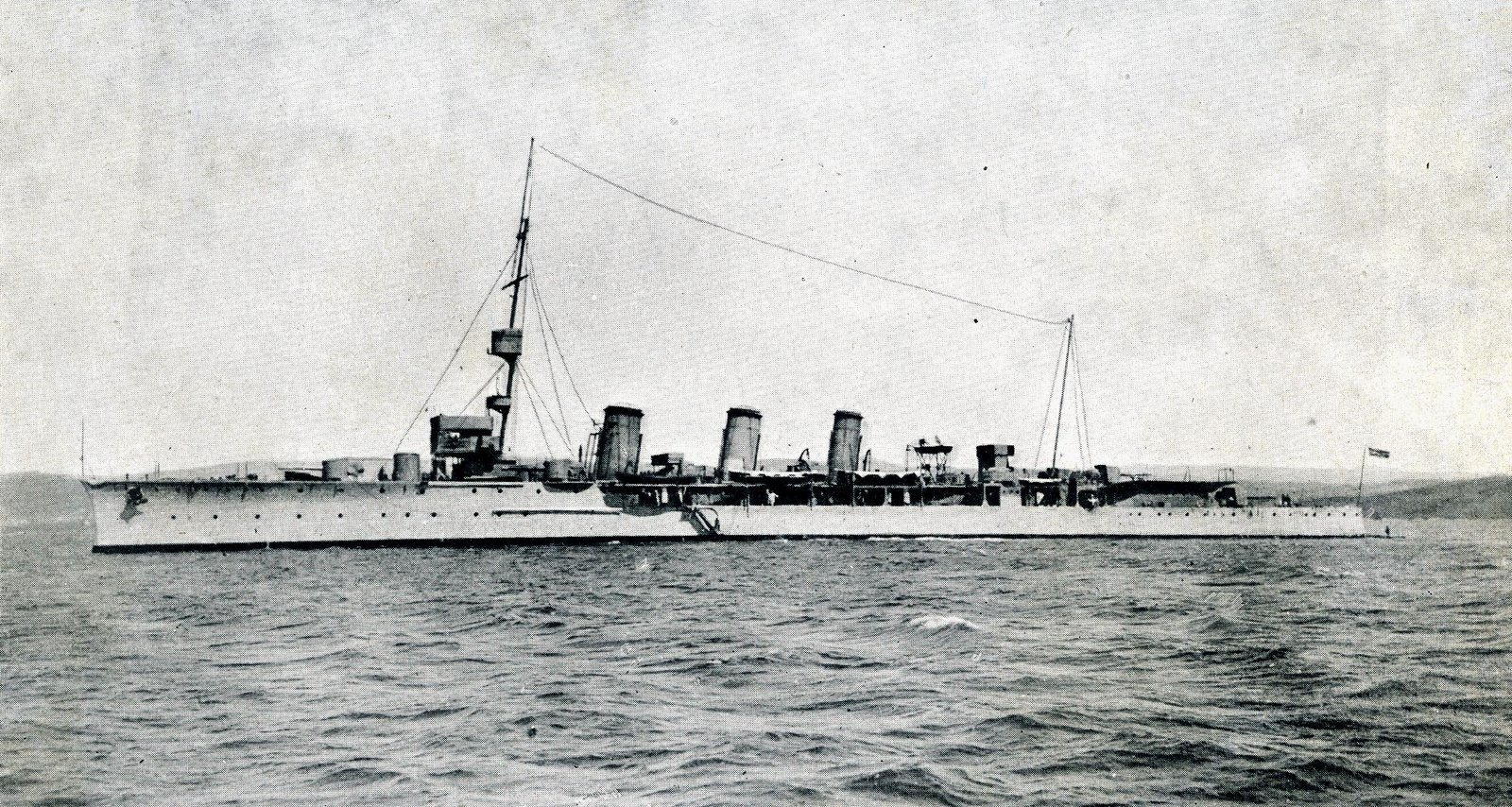
Crucero ligero Blas de Lezo, hundido en un accidente en 1932.

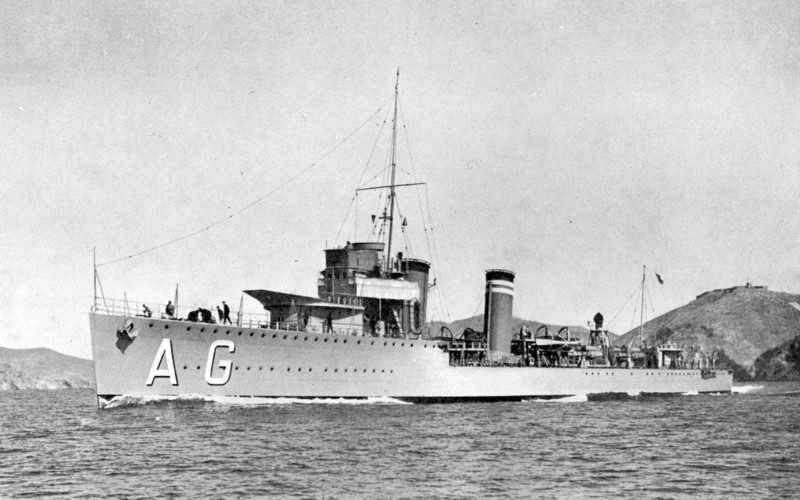
Destructor de la clase Churruca Alcalá Galiano en 1931.

La Marina de Guerra de la República Española fue el brazo naval de las Fuerzas Armadas de la República Española durante la Segunda República española, el gobierno establecido en España entre el 14 de abril de 1931  y el 1 de abril de 1939.

## Historia
Del mismo modo que los otros dos brazos de las Fuerzas Armadas de la República Española, en la historia de la Marina de Guerra de la República se distinguen dos fases claramente diferenciadas:
- La Segunda República española en paz, desde la declaración de la República el 14 de abril de 1931 hasta el Golpe de Estado de julio de 1936, durante la cual ya se produjo un primer intento de golpe de Estado militar en agosto de 1932 encabezado por el general Sanjurjo, que aprovechó el descontento de ciertos sectores militares con la Reforma militar de Azaña, y que fracasó.
- La guerra civil española, durante la cual la mayoría de la flota permaneció leal al gobierno de la República, después de que las tripulaciones se amotinaran contra sus mandos, que estaban comprometidos con el golpe, y formaran comités. Solamente el 5% de los oficiales de alta graduación se mantuvo fiel a la República, lo que constituirá uno de sus mayores problemas.[1]

### La Segunda República en paz (1931-1936)
La República heredó la marina de guerra reconstruida durante el reinado de Alfonso XIII tras el desastre del 98 en que España perdió las colonias Cuba, Puerto Rico y Filipinas. A comienzos de la década de 1930 algunos oficiales jóvenes veían la institución como demasiado ineficaz. Algunos protestaron por los elevados costes y la falta de recursos durante la guerra del Rif y tenían la visión de una fuerza naval más pequeña, moderna y más adecuada a las necesidades del país.

Nuestras pequeñas colonias no necesitan una fuerte marina, dotada de grandes y numerosas unidades. El servicio de policía de nuestros puertos, la vigilancia de las leyes de pesca y la persecución del contrabando son hoy las únicas misiones que tienen que llevar nuestras fuerzas de mar.

Ramón Franco

No obstante, los oficiales de mayor rango de la marina se sentían cómodos con el sistema clásico, disfrutando de los beneficios y el prestigio que les proporcionaba la Armada. La vida de los altos cargos de la Armada Española era, en general, más agradable que la de los oficiales del Ejército y la Fuerza Aérea, ya que a menudo incluía la pertenencia a algún club náutico, con regatas, cenas de gala y bailes. Por este motivo las altas instancias de la Armada, veían con malos ojos las reformas introducidas por Manuel Azaña, el nuevo ministro de la guerra republicano, en los primeros meses del nuevo gobierno. El objetivo de Azaña era modernizar las Fuerzas Armadas españolas y reducir los gastos del Estado en las postrimerías de la Gran Depresión,. El nombramiento de Santiago Casares Quiroga, un civil sin experiencia naval, como ministro de la Marina no fue bien recibido por los oficiales de la marina de guerra, que en privado lo despreciaban y lo hacían objeto de sus burlas.
Con el fin de congraciarse con los principales oficiales de la Armada, el Gobierno de la República promovió a altos cargos a hombres como Ángel Rizo Bayona, al que se le otorgó el cargo de representar al Estado en la compañía Trasmediterránea y al ingeniero naval Alfredo Díaz Cal, quien fue promovido al puesto de Director de Navegación. Sin embargo, la falta de tacto de Azaña en el trato con los oficiales más conservadores de la Armada española estableció una profunda desconfianza entre la mayoría de los que tenían altos puestos en la Armada y el nuevo gobierno. Las medidas de reforma de las instituciones militares, como la revocación de la ley de jurisdicciones de 1906, se impusieron desde el primer mes de la República. Entre éstas cabe destacar la reforma del sistema de ascensos, la reducción de las fuerzas armadas mediante la disolución de las unidades ineficientes, la reducción del número de altos mandos militares y la sustitución del Consejo Supremo de Guerra y de Marina, cuyas funciones fueron asumidas por la Sala militar del Tribunal Supremo, entre otras medidas.
En 1935 la Unión Militar Española (UME), una organización militar secreta de oficiales profascistas españoles pertenecientes a las Fuerzas Armadas republicanas había extendido su influencia entre los oficiales españoles y comenzó a mostrar una abierta hostilidad hacia la República Española. Con el fin de combatir y neutralizar este movimiento, Eugenio Rodríguez Sierra, un oficial de la marina de guerra republicana de España, jugó un papel decisivo en la fundación de la Unión Militar Antifascista (UMA), grupo que más tarde se fusionó con la Unión Militar Republicana (UMR), otro grupo clandestino de objetivos similares que había sido fundada en el Ejército en 1929. Tras la fusión de ambas organizaciones, se creó la Unión Militar Republicana Antifascista (UMRA), que tuvo gran influencia entre los marinos de menor graduación, oponiéndolos así a la ideología conservadora de los jefes y oficiales del Cuerpo General.

### El golpe de Estado de julio de 1936 en la Armada
Cuando en abril de 1936 el general Mola se hizo cargo de la dirección de la conspiración militar para derribar el gobierno del Frente Popular recabó la colaboración de la Armada que concretó más tarde en unas Instrucciones para las fuerzas de la Armada de 20 de junio. En estas se especificaba que la misión de la Armada sería el dominio de las bases navales de Ferrol y Cádiz, la vigilancia de la costa norte, especialmente Asturias (incluido el bombardeo de la cuenca minera), y la colaboración en la sublevación de Marruecos. Pero en algunos barcos miembros de los cuerpos auxiliares (como los radiotelegrafistas) y de suboficiales y marinería habían formado comités para vigilar las actividades sospechosas de los oficiales del Cuerpo General. Estos comités en algunos casos mantenían vínculos con la Unión Militar Republicana Antifascista (UMRA).

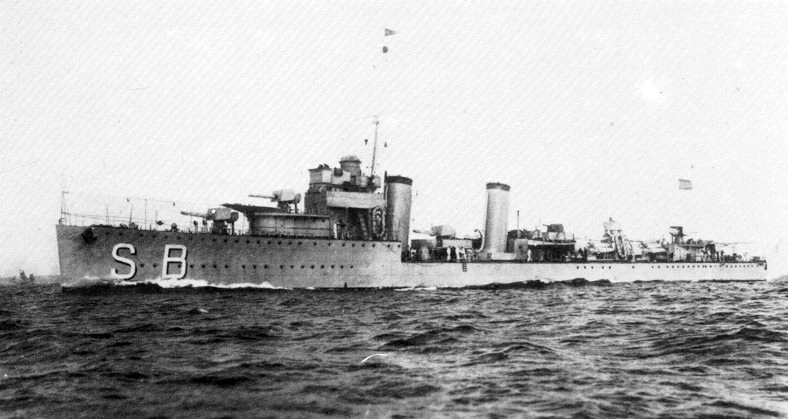
Destructor de la clase Churruca Sánchez Barcáiztegui, c.1930.

En la tarde del viernes 17 de julio se recibieron en la central radiotelegráfica del Estado Mayor de la Marina en Madrid las primeras noticias de que se había iniciado la sublevación militar en Marruecos. El oficial tercero del Cuerpo de Auxiliares Radiotelegráficos que estaba en ese momento de guardia en la central era Benjamín Balboa López, afiliado a la UMRA, y cuando se recibió en Madrid en la madrugada del sábado 18 de julio el telegrama de felicitación del general Franco a los sublevados de Melilla Balboa informó directamente al ayudante del ministro Giral y se negó a obedecer la orden del jefe de la central radiotelegráfica de que comunicara el mensaje de Franco a las guarniciones y lo arrestó. Balboa a continuación contactó con todos los buques de la Armada y a los radiotelegrafistas de los mismos les informó de que sus oficiales podían estar a punto de sublevarse contra el gobierno y les animó a amotinarse.
La misma madrugada del sábado 18 de julio el ministro de Marina José Giral ordenó que todos los buques de la flota se dirigieran hacia la zona del estrecho de Gibraltar para que cañonearan las posiciones de los sublevados en Marruecos e impidieran el paso de cualquier transporte de tropas que intentara llegar a la península. Sin embargo, los comandantes de los destructores Almirante Valdés, Sánchez Barcáiztegui y Churruca se pasaron al bando sublevado, pero las dotaciones de los destructores se amotinaron y arrestaron a sus oficiales que se habían sublevado, ejemplo que fue seguido por las dotaciones de los guardacostas Uad-Lucus y Uad-Muluya y el cañonero Laya (mientras que los guardacostas Dato y Uad-Kert se sumaban a la sublevación entrando en Ceuta, así como el torpedero T-19). Lo mismo sucedió en los destructores Alsedo, José Luis Díez y Alcalá Galiano, y en el acorazado Jaime I y en los cruceros Libertad y Miguel de Cervantes, que habían zarpado de la base de Ferrol en dirección al Estrecho de Gibraltar. Por su parte el crucero Méndez Núñez, recibió la orden de volver a la colonia de Guinea Ecuatorial de donde había zarpado y allí su comandante fue destituido del mando y desembarcado junto con otros oficiales, volviendo más tarde a España. También se amotinaron las dotaciones de los submarinos Isaac Peral C-1, C-3, C-4 y B-1 cuando sospecharon de la actitud de sus oficiales. Los mandos del C-6 fueron arrestados cuando atracaron en Málaga. Los otros siete submarinos también quedaron del lado gubernamental cuando fracasó la sublevación en las bases navales de Cartagena y Mahón.
En la base naval de Cartagena la sublevación tampoco triunfó porque a los mandos navales les faltó decisión y porque el general Toribio Martínez Cabrera, gobernador militar de Cartagena, se mantuvo leal al gobierno, así como el jefe de la cercana base aérea de Los Alcázares. Así el destructor Lazaga, que estaba allí anclado, y los seis destructores que estaban en fase de construcción quedaron del lado gubernamental, con lo que toda la flotilla de destructores, excepto uno (el Velasco que se encontraba en Ferrol), quedó del lado gubernamental, además de cuatro torpederos y un guardacostas, junto con varios barcos auxiliares. En la base de Mahón hubo un intento de sublevación que fue sofocado y las dotaciones de los submarinos que tenían allí su base se amotinaron contra sus oficiales que pretendían rebelarse.
En cambio en las bases navales de Cádiz y de Ferrol la sublevación triunfó. En la primera gracias a las tropas de regulares traídas desde Ceuta por el destructor Churruca antes de que su dotación se amotinara y gracias también a la decidida actuación de los jefes conjurados en la base y del gobernador militar de Cádiz, el general José López Pinto, que impidieron cualquier intento de sublevación de los obreros de los astilleros o de la marinería. Al controlar la base los sublevados tenían en su poder el crucero República, que estaba sometido a grandes reparaciones, por lo que no entraría en servicio hasta 1938, los cañoneros Cánovas y Lauria, después de aplastar el amotinamiento de su tripulación, y dos guardacostas, el Alcázar y el Larache, que no se amotinaron. En la base naval de Ferrol la dotación del crucero Almirante Cervera se amotinó pero no consiguió sacar el buque del dique seco, y finalmente el bombardeo de la aviación naval de la base de Marín que se había sublevado hizo que el barco se rindiera. También se amotinó la dotación del acorazado España, asimismo en dique seco, pero como el tercer buque que se hallaba en la base, el destructor Velasco, no se amotinó, no les quedó más opción que la rendición después de que fuera dominada la rebelión del Almirante Cervera. Así fue como la base y los tres buques de importancia que había en ella se unieron a la sublevación.
Así pues, el intento de hacerse con la fuerza naval por parte del bando sublevado fracasó principalmente debido a que el mensaje llamando a la rebelión contra la república no fue enviado codificado, como debía haberse enviado, desde Ciudad Lineal a los oficiales al mando de los buques. A un joven radiotelegrafista naval, Benjamín Balboa, le fue posteriormente otorgado el mérito de la filtración. Como resultado, muchas de las tripulaciones de las unidades navales, fueron alertadas y tomaron el control de sus buques amotinándose contra los oficiales golpistas. Esto provocó que la mayoría de la flota permaneciese fiel a la República, sin embargo la mayoría de los oficiales con más experiencia fueron encarcelados o ejecutados al considerárseles afectos a los sublevados, lo que hizo perder efectividad a las fuerzas navales gubernamentales.
Sin embargo, el golpe triunfó en las importantes bases navales de Ferrol y Cádiz. Los buques de Guerra que se encontraban en los arsenales, ya fuera en reparaciones o en construcción como los cruceros pesados de la clase Canarias, quedaron en poder de los sublevados y fueron rápidamente puestos en servicio. Cádiz fue tomada con la ayuda de las primeras tropas transportadas del ejército de África. Y además algunos de los comandantes navales con más experiencia, como Francisco Bastarreche, Pedro Nieto Antúnez, Francisco Núñez Rodríguez, Gabriel Pita da Veiga y Sanz, Francisco Regalado Rodríguez, Manuel Vierna Belando y los hermanos Francisco y Salvador Moreno Fernández, se habían unido a los sublevados.
La represión
En la zona republicana los oficiales detenidos por las dotaciones cuando se amotinaron fueron tratados con corrección (solo hubo muertos en aquellos casos, como el del acorazado Jaime I, en que los oficiales resistieron al motín) y en general fueron entregados legalmente a las autoridades republicanas. La mayoría fueron desembarcados en Málaga donde 36 oficiales fueron sometidos a consejos de guerra, condenados a muerte y fusilados. Sin embargo la mayoría de los oficiales no llegaron a ser juzgados sino que fueron asesinados por las dotaciones en diversas circunstancias: como reacción a una agresión por parte de los prisioneros, como en el Libertad o el Almirante Valdés; sin ningún motivo aparente o como represalia por unos bombardeos, como en la base de Mahón; como reacción a la frustración por no haber conseguido aplastar la rebelión, como en el Miguel de Cervantes; como represalia por los continuos bombardeos aéreos de los sublevados sobre Málaga, en uno de los cuales fue afectado el acorazado Jaime I fondeado en el puerto. Sin embargo, la represión indiscriminada y extrajudicial más brutal no se produjo en los buques sino en la base naval de Cartagena cuando el Jaime I llegó allí el 13 de agosto ya que la exaltación de sus suboficiales y marinería contagió al resto de dotaciones y a la guarnición de la base y fueron asaltados dos barcos prisión, el Sil y el España nº3, conducidos a alta mar y allí los detenidos, muchos de ellos militares y marinos que estaban en espera de juicio, fueron asesinados y arrojados al mar (52 en el Sil y 159 en el España nº 3). Según el historiador Michael Alpert, en el caso del Sil los prisioneros fueron arrojados vivos al mar lastrados con grilletes. También según este historiador los dos buques prisión no fueron asaltados sino que recibieron la orden en la noche del 17 al 18 de agosto del nuevo comandante del arsenal, Manuel Gutiérrez, de salir al mar para poner a salvo a los presos a causa del asesinato en la calle la noche anterior de los diez oficiales que habían sido desembarcados para conducirlos al penal en espera de ser juzgados. "Si se hubieran celebrado sin demora los consejos de guerra, quizás algunos oficiales de menor responsabilidad se habrían salvado. Con la actuación tan lenta de los consejos de guerra la marinería impaciente fue presa fácil de los extremistas". Según los cálculos de Michael Alpert en la represión gubernamental murieron 314 oficiales del Cuerpo General y 41 de otros cuerpos de la Armada. De ellos 36 fueron fusilados en virtud de una condena impuesta por consejo de guerra y 18 murieron en los enfrentamientos en los buques y en las bases durante el golpe de Estado de julio de 1936. El resto, 296 (145 de ellos de los buques-prisión Sil y España nº 3), fueron asesinados extrajudicialmente.
En la zona sublevada se consideró reos del delito de rebelión militar a todos aquellos que se mantuvieron fieles al gobierno de la República y se opusieron al golpe. Así fueron fusilados, con o sin formación de causa, 8 oficiales del Cuerpo General, 14 de otros cuerpos de la Armada y 146 entre auxiliares, maestres, cabos y marineros, la mayoría de ellos de la base de Ferrol. "Los primeros fusilamientos tuvieron lugar con mínima o nula formación de causa y además basándose en la dudosa legalidad de un estado de guerra declarado contra la voluntad del Gobierno".

### La Guerra Civil (1936-1939)

#### La Armada que quedó del lado republicano

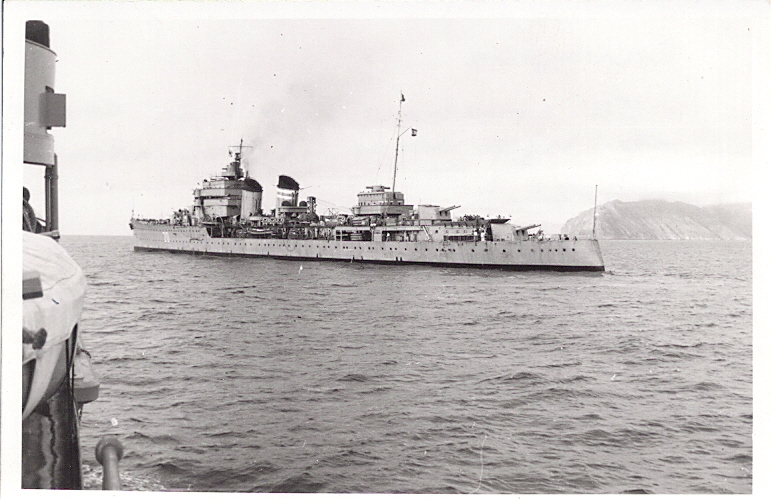
Crucero ligero Miguel de Cervantes, c.1930.

Tras el golpe de Estado la práctica totalidad de la Armada española de entonces quedó del lado del gobierno de la República: el acorazado Jaime I (botado en 1914); los cruceros ligeros Libertad (botado en 1925), Miguel de Cervantes (botado en 1928) y Méndez Núñez (botado en 1923); dieciséis destructores en servicio o a punto de entregar; siete torpederos; doce submarinos (los seis de la Clase C y los seis de la Clase B); un cañonero; cuatro guardacostas y la casi totalidad de la Aeronáutica Naval.
Con esta flota la República dominaba el Estrecho de Gibraltar y la zona de Mediterráneo, sin que tuviera que recurrir a los submarinos, de los que los seis de la Clase C estaban en buenas condiciones aunque adolecían de algunos deficiencias técnicas y los seis de la Clase B, en cambio estaban muy anticuados, especialmente por su poca capacidad de inmersión. Pero la flota estaba ausente de la zona norte, que por ello pudo ser fácilmente dominada por la pequeña flota del bando sublevado.
La flota leal a la República, a pesar de ser muy superior en tamaño, tenía dos desventajas respecto a la armada de los "nacionales". La primera era que carecía de oficiales experimentados y de suficiente antigüedad y experiencia, y "no solo no eran suficientes sino que tampoco eran siempre de fiar, y cuando eran de fiar a menudo no se confiaba en ellos". Además tenían que hacer frente al poder de los comités de los barcos, que interferían en el mando de los buques. Los comités de cada buque y el "Comité Central" de la flota formado por un delegado de cada comité y que tenía su sede en el buque insignia, el crucero Libertad, fueron reconocidos oficialmente como los encargados de asegurar el mantenimiento de la disciplina, hasta que el socialista Indalecio Prieto, ministro de Marina y Aire en el nuevo gobierno de Francisco Largo Caballero, que contó al principio como subsecretario con Benjamín Balboa (el oficial radiotelegrafista responsable de avisar a los buques de lo que proyectaban los oficiales y de animar a las dotaciones a amotinarse) pero lo sustituyó por el teniente de navío Antonio Ruíz, hasta entonces jefe de la base naval de Cartagena, y como jefe de la flota al capitán de corbeta Miguel Buiza (en sustitución del capitán de fragata Fernando Navarro Capdevila quien "no se adaptaba, con sus 52 años, a la nueva situación revolucionaria"), aprobó un Reglamento de Reorganización de la Flota, en el que se determinaron las atribuciones y funciones tanto del "Comité Central" como de los comités de los buques, e introdujo la figura del comisario político de la flota, nombrando para el cargo a un hombre de confianza, el socialista Bruno Alonso, dando de esta forma los primeros pasos para "meter en cintura a los comités" (del mismo modo que en el Ejército Largo Caballero estaba militarizando las milicias). También creó el Estado Mayor Central de las Fuerzas Navales de la República, cuyo primer jefe fue el capitán de corbeta Luis González de Ubieta que desempeñó el cargo hasta el 25 de octubre de 1937 en que pasó a ser el jefe de la flota, sustituyendo al también capitán de corbeta Miguel Buiza nombrado el 1 de septiembre de 1936. Finalmente cuando Prieto fue nombrado ministro de Defensa en el nuevo gobierno de Juan Negrín suprimió los comités por una orden del 11 de mayo de 1937, sustituidos por "delegados políticos" nombrados por el comisario de la flota Bruno Alonso. Así se puso fin a los Comités de Buque que se habían hecho cargo del mando de los navíos tras el golpe pero que no habían sido capaces de hacer frente a la alta coordinación que precisaba el momento.
El papel de los "delegados políticos" fue mucho más limitado que los comisarios políticos de las unidades de tierra porque en la marina todos los mandos eran profesionales. Una de sus funciones fundamentales fue ocuparse del esparcimiento de las dotaciones, creando periódicos murales o bibliotecas de a bordo, y difundiendo el periódico La Armada, "el órgano oficial de los marinos de la República" fundado y dirigido por el comisario de la flota Bruno Alonso en marzo de 1937, cuyo lema era "¡Por la cultura y la libertad! ¡Por la moral y la disciplina!".
Uno de los recursos que se utilizaron para conseguir más oficiales fue sacar algunos de las cárceles, donde permanecían acusados o condenados por haberse sumado a la sublevación, y ofrecerles cargos y destinos —el decreto de rehabilitación se aprobó el 7 de mayo de 1937—, "pero el grado de lealtad o adhesión a la República fue siempre dudoso", fueron conocidos como "rábanos", rojos por fuera y blancos por dentro. Otra de las soluciones que se adoptaron fue recurrir a capitanes y pilotos de la Marina mercante que fueron asimilados a tenientes o alféreces de navío —de los 110 que fueron así reclutados, 30 llegaron a capitanes de corbeta—. En septiembre de 1938 la Armada gubernamental contaba con 1 contralmirante, 2 capitanes de navío —uno de ellos solo con destinos burocráticos—, 6 capitanes de fragata —de los que solo dos mandaban buques—, 10 capitanes de corbeta, 25 tenientes de navío y 2 alféreces de navío. En total 56 jefes y oficiales del Cuerpo General, cuando la plantilla antes de la guerra superaba los 600. Así dada la penuria de oficiales, el mando de la mayoría de los torpederos, guardacostas, cañoneros y pesqueros requisados fueron confiados a oficiales del cuerpo de Auxiliares y a un guardiamarina. Para paliar esta carencia de oficiales se fundó la Escuela Naval Popular que empezó a funcionar en octubre de 1938, aunque de ella solo salieron 56 nuevos oficiales y con un período de formación muy corto (solo seis meses).
Así a lo largo de la guerra no se consiguieron superar los efectos de la represión que tuvo lugar en el momento del golpe de Estado de julio de 1936 cuando los suboficiales y la marinería se rebelaron para impedir que los barcos se sumaran a la sublevación ya que la inmensa mayoría de la oficialidad era partidaria del golpe. En una fecha tan avanzada como mayo de 1938 un informe presentado al presidente Juan Negrín sobre la situación de la flota señalaba la ausencia de eficacia y de disciplina. "En general la moral ofensiva de los mandos es pequeña y la moral de combate de las dotaciones es baja". Además apuntaba la presencia de la quinta columna franquista tanto en la Flota como en la base naval de Cartagena ("Moral derrotista. Mucho fascista con entera libertad de acción", se decía). Informes posteriores indicaban que la situación no había mejorado.
La segunda desventaja era que la flota republicana solo contaba con una única base naval, la de Cartagena, que presentaba algunos problemas respecto a las dos bases navales dominadas por los sublevados (Ferrol y Cádiz): que no disponía de un dique seco donde reparar los cruceros y que "el puerto natural y la dársena interior eran pequeños, obligando a las unidades a mantener una concentración peligrosa de buques", lo que les hacía vulnerables a los ataques de los submarinos o de la aviación enemigas. Sin embargo contaba con unas poderosas baterías de costa y con la cercanas bases aéreas de Los Alcázares y de San Javier. Mahón era la otra base republicana (que disponía de un dique seco para submarinos) pero sin "el respaldo de Palma de Mallorca, era de poca utilidad".
Para compensar esta segunda desventaja se habilitó desde el 24 de julio el puerto de Málaga como base naval, dada la ventaja que tenía de encontrarse a 250 millas más cerca del Estrecho de Gibraltar que la de Cartagena. Pero el puerto carecía de baterías de costa —solo se le dotó de algunas piezas antiaéreas y de ametralladoras— y de protección antisubmarina, lo que hacía peligroso su uso. "La flota republicana podía muy bien superar a la nacional en número de unidades, pero no podía entrar en ningún puerto al oeste de Málaga. (...) Y solo [le] servía el puerto de Cartagena, completamente incomunicado con la única base en el teatro del norte, Bilbao".
Una tercera desventaja fue que, a diferencia de lo que ocurrió con el bando sublevado que fue apoyado por las armadas italiana y alemana, la República solo recibió de la URSS cuatro lanchas torpederas de clase G-5, además de unos pocos mandos y especialistas en submarinos que, según un informe "reservado y confidencial" presentado al presidente Negrín, eran "considerados —dentro de la Flota— como huéspedes molestos a los que hay soportar con amabilidad. Lo mismo ocurre en la base naval de Cartagena". Por el contrario el Tercer Reich y la Italia fascista proporcionaron un decisivo apoyo naval, aéreo y terrestre a los sublevados.
Así pues, por encima de alguna victoria ocasional, aunque espectacular, como el hundimiento del Baleares a principios de marzo de 1938 en la batalla del cabo de Palos, "la realidad era que la marina republicana se había centrado en el servicio de protección del tráfico mercante, en el mantenimiento de un canal suministrador de pertrechos de guerra y de alimentos". Pero ni siquiera esa función de escolta la desempeñó con pleno éxito, como se señalaba en un informe del servicio secreto republicano (SIM) de enero de 1939 en el que después de afirmar la "notoria inferioridad" de la marina de guerra republicana respecto de la Marina de los sublevados se decía:

Lo cierto es que la Marina de Guerra facciosa se ha incrementado sin hostilización por nuestra parte... y que su Marina Mercante navega sin contratiempos por todos los mares, en tanto la nuestra, perseguida y prácticamente indefensa, es presa fácil de los facciosos

La flota republicana y la base naval de Cartagena fueron aumentando su importancia estratégica para la causa del bando republicano a media que aumentaban las dificultades para el abastecimiento procedente del exterior por vía terrestre, como consecuencia de los cierres frecuentes de la frontera francesa, por lo que el mantenimiento del "cordón umbilical" marítimo con la Unión Soviética era vital para los republicanos. También cobraron cada vez más importancia a medida que las derrotas republicanas se fueron acumulando y el territorio de la zona republicana se redujo porque, especialmente tras la caída de Cataluña a principios de febrero de 1939, "para los combatientes republicanos la Base y la Flota eran una especie de salvaguarda para el caso de una evacuación organizada o de última hora".

#### La Marina de Guerra Auxiliar de Euzkadi
El Gobierno vasco formado tras la aprobación el 1 de octubre de 1936 por las Cortes Republicanas del Estatuto de autonomía del País Vasco, crea la Marina de Guerra Auxiliar de Euzkadi, al mando de Joaquín de Eguía y Unzueta (subinspector local de servicios marinos), con seis bacaladeros de altura requisados a los que se les dotó de cañones de 101,6 mm cedidos por el acorazado Jaime I y que, según el historiador británico Michael Alpert, cuatro de ellos fueron rebautizados con los nombres de Bizkaia, Araba, Nabara, y Gipuzkoa; el quinto retuvo el nombre de Galerna y fue capturado por los nacionales, que mantuvieron el nombre y lo usaron en el bloqueo de Vizcaya; y el sexto Tramontana se trasladó al Mediterráneo. Después se añadieron los bous Goizeko, Iparreko, Donostia (que fue el bou "nacional" Virgen del Carmen cuya dotación se había sublevado y que el 3 de diciembre de 1936 llegó al puerto de Bilbao, donde su comandante, el teniente de navío Quiroga, y el teniente maquinista Pérez fueron fusilados, y el bou fue incorporado a la Marina vasca, cambiando su nombre por el de Donostia), Gazteiz e Iruña. A esta improvisada marina de guerra se siguieron añadiendo pequeñas unidades mal armadas, siendo de gran utilidad 27 pesqueros pequeños habilitados como dragaminas costeros o de puerto y que mantendrían limpios los accesos al puerto de Bilbao. Las tripulaciones de estos barcos y otro personal que se había ofrecido para servir en ellos fueron militarizadas con la creación por decreto del Gobierno Vasco de 4 de noviembre de 1936 del Voluntariado del Mar (se inscribieron más de tres mil personas, lo cual permitió una excelente selección de 563 hombres). Los comandantes eran de la marina mercante, habilitados como tenientes de navío. En los aspectos militares esta Marina vasca estaba sujeta al menos teóricamente a la de la República, pero a efectos administrativos conservó su autonomía.

#### Las campañas navales
Durante la guerra civil española predominaron las acciones terrestres sobre las marítimas y las marinas del bando republicano y del bando sublevado evitaron las grandes acciones de guerra por motivos políticos y estratégicos. Así después de los combates por el control del estrecho de Gibraltar de 1936 las dos flotas no tuvieron "encuentros decisivos en el mar" y "sus estrategias se movieron en contextos muy conservadores, tendentes sobre todo a la conservación de sus efectivos". El historiador Michael Alpert en su estudio sobre "la guerra civil española en el mar" afirma que la Marina de guerra gubernamental "no consiguió estar a la altura del momento y, a pesar de contar con la mayoría de las unidades de la flota, desempeñó un papel defensivo durante la mayor parte de la contienda". En cambio "la Marina de los sublevados aprovechó al máximo sus exiguos recursos y la ayuda que recibió del extranjero". Así la Armada del bando sublevado realizó cada vez con más éxito la función primordial de una marina de guerra a principios del siglo XX que ya no era destruir los barcos del enemigo sino bloquear sus rutas marítimas, sus puertos e impedir sus movimientos en la costa. Mientras que la marina que permaneció fiel al gobierno abandonó ese objetivo después de las primeras semanas y adoptó una posición defensiva cuya finalidad primordial era proteger las comunicaciones marítimas propias atacadas por los "nacionales".
El 7 de agosto, como represalia por el paso dos días antes del llamado por la propaganda franquista Convoy de la Victoria, el acorazado Jaime I y el crucero Libertad bombardearon Algeciras y dañaron severamente al cañonero Eduardo Dato y al arrastrero armado Uad Kert (clase Castle anteriormente nombrado HMS Rother y HMS Anthony Aslete). Poco después, bombarderos nazis Junkers Ju 52 impactaron al acorazado republicano Jaime I y bombarderos italianos comenzaron a hostigar a la flota republicana. Además, los cruceros alemanes Deutschland y Admiral Scheer patrullaban el estrecho en las llamadas "Patrullas de no intervención".
Adicionalmente, las autoridades del Reino Unido en Gibraltar eran abiertamente hostiles a la República Española. Las compañías petroleras británicas se negaron a vender combustible a la Marina de Guerra republicana y la comisión internacional de Tánger denegó el uso del puerto a la flota de la República afirmando que "ello era contrario a la neutralidad de la ciudad". Sin embargo, las mismas autoridades británicas autorizaron el abastecimiento de víveres, material y gasolina para los transportes de la Alemania nazi y sus tripulaciones del Marruecos español. A finales de septiembre la República Española había perdido completamente el control de las aguas entre Marruecos y la península.
A partir de ese momento la marina de guerra republicana, se vio forzada a operar desde sus bases de Málaga y Cartagena sin que se le permitiera utilizar las instalaciones de los puertos de Gibraltar y Tánger. Por otra parte, los aviones de la Aeronáutica Naval se vieron incapaces de impedir la masiva utilización por parte de los sublevados del puente aéreo que transportaba tropas con aviones Ju 52 proporcionados por la Alemania Nazi desde el Marruecos español. Esta fue la primera vez en la historia que un puente aéreo de combate de largo alcance fue utilizado de forma extensiva.
Tras la Expedición al Cantábrico, operación naval que tuvo lugar entre septiembre y octubre de 1936, la flota republicana se vio prácticamente confinada al mar Mediterráneo, quedando la mayoría de operaciones navales en la zona norte a cargo de la Marina de Guerra Auxiliar de Euzkadi. A finales de 1937, tras producirse la caída de Asturias y perderse la costa norte, algunos buques fueron capturados por los sublevados, incluido el destructor Císcar que se encontraba hundido en El Musel, el cual, tras ser reparado, fue incorporado a la Armada franquista.
Tras la derrota de la flota republicana el 27 de septiembre de 1937 en la Batalla del cabo Cherchel, cuando una serie de errores tácticos permitieron escapar al crucero pesado Baleares, Luis González de Ubieta fue ascendido a jefe de la flota tras ser relevado de su cargo su predecesor Miguel Buiza Fernández-Palacios. El presidente Manuel Azaña no pudo ocultar su decepción, lamentando en sus memorias la indecisión del anterior comandante de la marina de guerra republicana, a pesar de contar con un mayor número de buques. No obstante, lo cierto es que ambos comandantes de la flota tenían poco más de treinta años y habían sido promovidos apresuradamente a sus puestos por el ministro de defensa Indalecio Prieto ante la carencia de altos mandos leales a la República. Bajo el mando de Luis González de Ubieta, la Marina de Guerra se concentró en objetivos relativamente modestos, como la protección de los convoyes de suministros de ayuda internacional a la República, así como el entrenamiento de oficiales navales y de tripulaciones.
En marzo de 1938, tuvo lugar la batalla del cabo de Palos, en la cual los tres cruceros sublevados, el Canarias, el Baleares y el Almirante Cervera, se enfrentaron a una fuerza republicana formada por los cruceros Libertad, Méndez Núñez y los destructores Lazaga, Gravina, Sánchez Barcáiztegui, Lepanto y Almirante Antequera, disparando los tres últimos doce torpedos, de los cuales, entre dos y tres procedentes del Lepanto, impactaron en el Baleares en el pañol de municiones de proa, provocando el hundimiento de ese buque. De una tripulación de 1206 perecieron 765 hombres, entre ellos el contralmirante Manuel Vierna Belando, comandante de la división de cruceros de los sublevados.
El hundimiento del crucero pesado Baleares fue considerado como una gran victoria por parte del gobierno de la República. Tras esta victoria, el comandante de la flota republicana, Luis González de Ubieta fue condecorado con la Placa Laureada de Madrid, la más alta recompensa militar de la Segunda República. El Distintivo de Madrid, establecido por la República Española como recompensa al valor, fue otorgado a los cruceros Libertad y Méndez Núñez, y a los destructores Lepanto, Almirante Antequera y Sánchez Barcáiztegui, así como a todos los miembros de sus tripulaciones. Estos buques podían izar un gallardete especial y sus tripulantes podían llevar una cierta insignia en sus uniformes con el antiguo escudo de Madrid. Aunque el efecto propagandístico de esta victoria fue sin duda importante para la República, lo cierto es que no tuvo efectos relevantes en el devenir de la guerra.
En los últimos meses de la contienda, algunos buques de pasajeros de la Compañía Transatlántica Española y de Trasmediterránea fueron requisados por la marina de guerra para la evacuación de refugiados desde las ciudades costeras sitiadas por los ejércitos franquistas.

#### Huida y rendición de la flota republicana (5-7 de marzo de 1939)

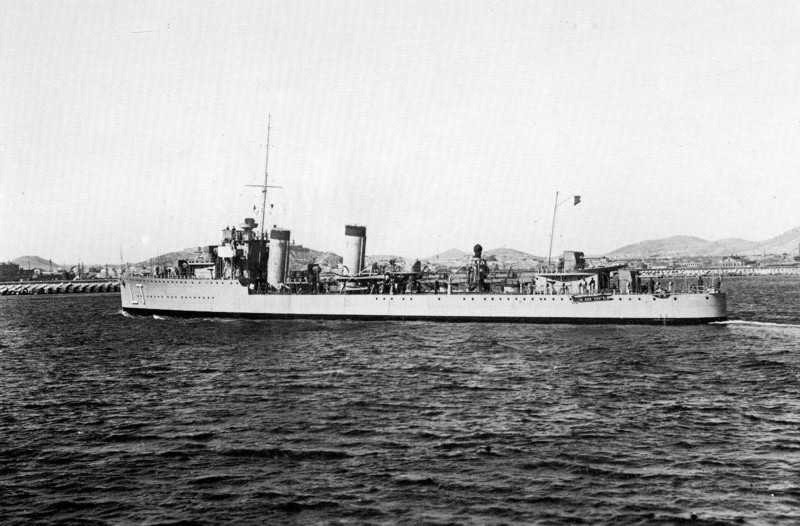
Destructor Lepanto, uno de los buques de la flota republicana que huyeron de Cartagena en 1939 con rumbo a Bizerta.

En el último mes de la guerra en Cartagena, base de la flota republicana, confluyeron dos conjuras contra el gobierno de Juan Negrín que seguía defendiendo la política de resistencia. Por un lado, militares y marinos republicanos vinculados al coronel Casado que en Madrid iba a dar un golpe de Estado para sustituir a Negrín por un Consejo Nacional de Defensa que negociara una "paz honrosa" con los "nacionales" (y que estaban encabezados por el mismísimo almirante de la Flota Miguel Buiza) y, por otro, militares y civiles vinculados a la quinta columna franquista en Cartagena que lo que pretendían era entregar la base y la flota al "Generalísimo" Franco.
Fue el grupo de militares y marinos "profranquistas" los que iniciaron la sublevación de la base naval de Cartagena en la noche del 4 de marzo de 1939 apoderándose rápidamente de la misma, incluidas las baterías de costa. Al día siguiente las fuerzas aéreas sublevadas, bombardearon el puerto de Cartagena, la principal base de las fuerzas navales gubernamentales, hundiendo el destructor Sánchez Barcáiztegui, y las fuerzas "pronacionales" lanzaron un ultimátum a la flota republicana: si no zarpaba antes de las 12:30 horas sería cañoneada por las baterías de costa. Poco antes de que expirara el plazo la flota se hizo a la mar. Pasada la medianoche de ese domingo 5 tanto la flota como la brigada 206 republicana que estaba intentando reconquistar la base naval de Cartagena conocieron que el golpe de Casado se había consumado en Madrid y se había formado un Consejo Nacional de Defensa en sustitución del derrocado gobierno de Negrín. A primeras horas de la tarde del lunes 6 de marzo la Brigada 206 dominaba Cartagena, excepto el Parque de Artillería y las restantes baterías costeras, que cayeron en su poder hacia las 10 de la mañana del día siguiente, martes 7 de marzo (a primeras horas de la tarde la 206 entraba en el edificio de Capitanía de la Base).
Al conocerse en Burgos que Cartagena había sido reconquistada por los republicanos el "Generalísimo" Franco dio la orden de suspender la operación de desembarco que había organizado para asegurarse el control definitivo de la base. "Sin embargo, algunos barcos en ruta a Cartagena, carentes de radio, desconocían la orden de retirada. Así el Castillo de Olite, al intentar entrar en el puerto, fue presa fácil para la batería de costa La Parajola. Un disparo certero en la santabárbara provocó el hundimiento del carguero y la muerte de 1223 hombres". El del Castillo de Olite fue el hundimiento de un solo buque con más víctimas mortales de la historia de España.

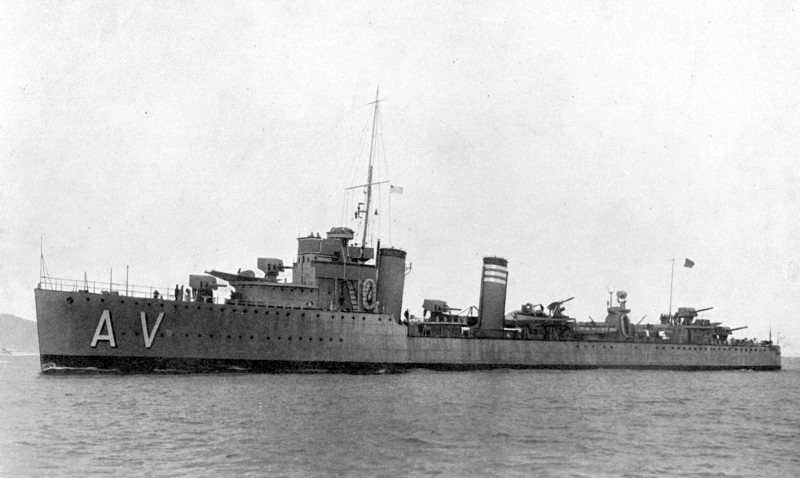
Destructor Almirante Valdés, uno de los buques de la flota republicana que huyó a Bizerta.

Mientras la brigada 206 luchaba en Cartagena por el control de la Base, en la madrugada del lunes 6 de marzo la flota, que se hallaba en alta mar, recibió órdenes contradictorias. A las 4:20 horas recibió un radiograma del gobierno de Negrín desde la Posición Yuste en el que se le ordenaba al almirante Buiza que la flota retornara a su base. A las 7:30 un radiograma del coronel Casado le decía a Buiza: "Confía en esto que va en marcha. No entre en Cartagena de ningún modo hasta nueva orden". Finalmente el almirante Miguel Buiza se alineó con la mayoría de los oficiales de la flota que eran partidarios de dirigirse a un puerto francés, lo que significaba la entrega de la flota a Franco dado que París acababa de reconocer al gobierno de Burgos como el único legal de España y por lo tanto la flota era de su propiedad. Así Buiza puso rumbo al puerto de Bizerta, en el Protectorado francés de Túnez. Al principio de la tarde del martes 7, cuando la sublevación "pronacionalista" de Cartagena hacía horas que había sido completamente sofocada, la flota republicana, bajo control francés, fondeaba en la bahía de Bizerta. Nada más llegar las autoridades francesas les dijeron que los barcos serían entregados inmediatamente a Franco.
Como manifestó un alférez de navío "profranquista" el objetivo de la sublevación de Cartagena había sido "hacer salir a la Flota" y eso se había conseguido:

Nosotros habíamos recibido una consigna de Franco: hacer salir a la Flota. Desde el momento en que se había ido, aunque el movimiento [en la base naval] sea sofocado, no nos importa. Hemos logrado lo que nos proponíamos; dejar a la República sin su último baluarte de resistencia

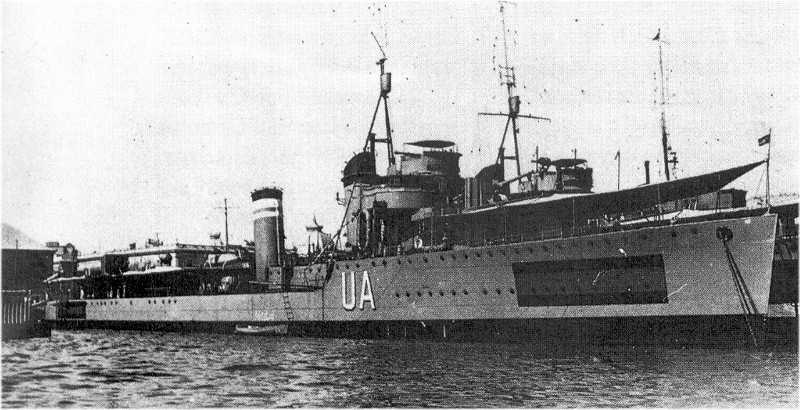
Destructor republicano Ulloa, uno de los buques que huyó a Bizerta

El 31 de marzo de 1939 llegaron a Bizerta, a bordo de los transportes Mallorca y Marqués de Comillas, el personal de la marina franquista que debería hacerse cargo de los buques internados.
Antes de partir hacia España las autoridades francesas realizaron un plebiscito para completar las dotaciones. "De un total de 4000 hombres, 2350 decidieron volver a España, entre ellos casi todo el Estado Mayor de la Flota, muchos oficiales y un gran número de maquinistas". Los que volvieron a España fueron objeto de depuración pero fue relativamente suave y sin comparación con la que sufrió la Aviación. Entre los que optaron por el exilio estaba el almirante Buiza que ingresó en la Legión Extranjera Francesa, "por pundonor o por vergüenza".
La huida y rendición de la flota republicana no fue "un episodio edificante. Al final, se revelaron exactos muchos de los informes que hacia el Gobierno y hacia Moscú habían emitido los consejeros soviéticos que trabajaban con los mandos de la Armada republicana. No hacían todo lo que podían y no daban de sí todo lo que exigía la situación. La Flota fue, quizá, el mayor talón de Aquiles de la República".
El día 2 de abril, tan solo 24 horas después de darse oficialmente por concluida la contienda civil, los buques que lucharon por la República, se hicieron a la mar con rumbo hacia el puerto de Cádiz, donde llegaron a últimas horas del día 5.
Al final de la contienda, un total de 8 unidades principales de combate republicanas habían sido hundidas y los buques supervivientes fueron incorporados a la armada de la España franquista.
La mayoría de los documentos relativos a la Marina de Guerra de la República de España se hallan actualmente en el Archivo General de la Marina "Álvaro de Bazán".

### La represión franquista en la Armada

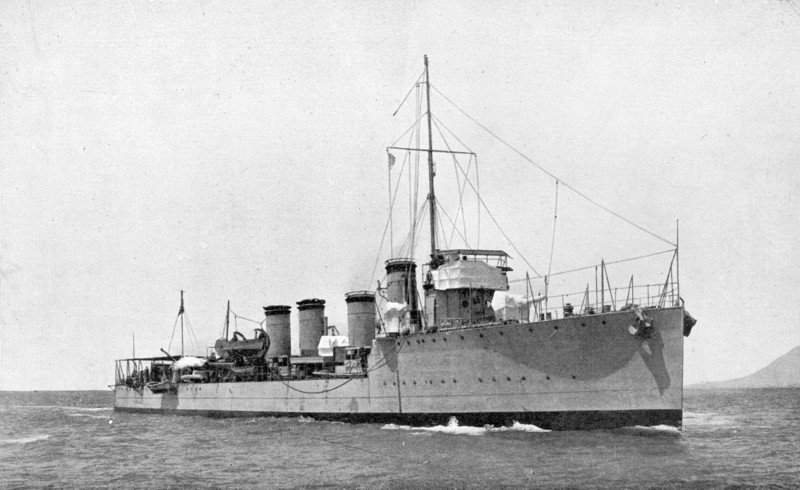
Destructor republicano Alsedo, cuyo comandante fue uno de los dos únicos oficiales republicanos que pudo continuar su carrera naval en la posguerra

Los que volvieron a España, entre los que según Salvador Moreno se incluían "significantes criminales" e "individuos de cuidado", fueron objeto de depuración pero fue relativamente suave y sin comparación con la que sufrió la Aviación. Entre 1939 y 1941 fueron juzgados en consejo de guerra en Cartagena 14 oficiales del Cuerpo General y 178 de los restantes cuerpos (Patentados, Máquinas y Auxiliares), de los que fueron absueltos 80 (6 del Cuerpo General) y 112 resultaron condenados (8 del Cuerpo General). Casi la mitad, 45, sufrieron penas de menos de un año, y 15 de menos de seis años. Los que sufrieron penas más graves fueron 52, aunque solo 10 fueron condenados a muerte (de las que se cumplieron 8 y solo uno de ellos era del Cuerpo General, el contraalmirante Molins) y 13 a condenas superiores a 20 años, incluidos 6 a cadena perpetua. Es de destacar que en los procesos de Cartagena solo fueron juzgados catorce miembros del Cuerpo General y también es notable la poca severidad con que se trató a los que fueron sometidos a consejos de guerra, sobre todo si lo comparamos con la dureza de las penas impuestas por los tribunales militares en el Ejército, pues casi la mitad fueron absueltos (6 de 14) y los otros ocho condenados, excepto uno que lo fue a muerte, sufrieron penas menores de tres años. Sin embargo, ninguno de ellos pudo reintegrarse a la Armada. Solo se conoce el caso de dos oficiales del Cuerpo General que conservaran su empleo y prosiguieran su carrera en la Marina de posguerra: el capitán de corbeta J.M. García Freire, disponible forzoso en 1938, y el teniente de navío E. Manera que en 1938 era comandante del destructor Alsedo y profesor de la Escuela Naval Popular.
Del Cuerpo General de la Armada a lo largo de la guerra fueron ejecutados diez oficiales por oponerse a la sublevación: el almirante Molins, jefe de la base de Cartagena en 1936; el contralmirante Azarola, jefe de la base de Ferrol en 1936; el capitán de navío Juan Sandalio Sánchez Ferragut, comandante del crucero Almirante Cervera en 1936; el capitán de fragata Tomás Azcárate, segundo comandante del crucero República en 1936; el capitán de fragata Manuel Guimerá Bosch, disponible forzoso en Larache en 1936; el capitán de corbeta Virgilio Pérez, jefe de radio en Cádiz en 1936; el capitán de corbeta Horacio Pérez Pérez, Jefe de Estado Mayor de la Flota (republicana) en 1938; el capitán de corbeta Francisco Biondi Honrubia, comandante del cañonero Lauria en 1936; el teniente de navío Carlos Soto Romero comandante del torpedero T-17 y el teniente de navío Luis Sánchez Pinzón, oficial del crucero Almirante Cervera en 1936. De los otros cuerpos de oficiales de la Armada, fueron siete los ejecutados.

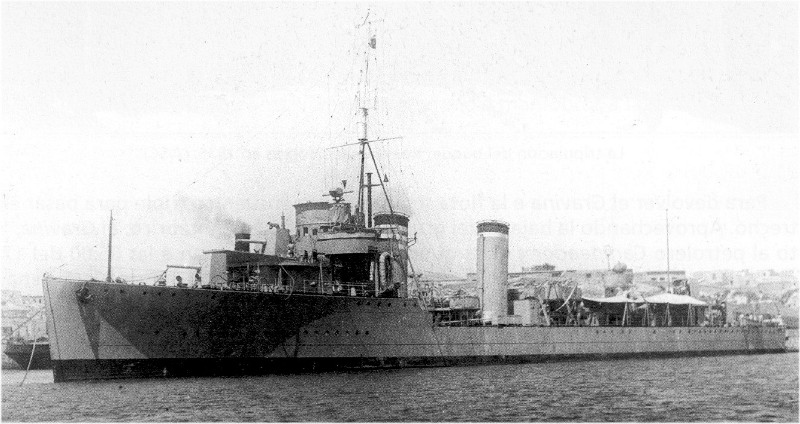
Destructor Gravina, uno de los buques de la flota republicana que huyó a Bizerta

Entre los que optaron por el exilio estaba el último jefe de la flota Miguel Buiza que ingresó en la Legión Extranjera Francesa, "por pundonor o por vergüenza". Allí obtuvo el grado de capitán y combatió contra los alemanes en 1940. Cuando se produjo el desembarco aliado en el Norte de África en 1942 se encontraba en Orán y se realistó, mandando una compañía española en la campaña de Túnez donde ganó la cruz de guerra. Después de 1945 colaboró en el transporte a Palestina de los judíos supervivientes del Holocausto. Vivió en Orán hasta su muerte en 1963.
También se exilió Luis González de Ubieta, quien rindió la base de Mahón a los "nacionales" tras la caída de Barcelona y que hasta enero de 1939 había sido el jefe de la flota. Trabajó en América como segundo en un carguero que viajaba entre California y América del Sur. Exploró la posibilidad de regresar a España pero se encontró con la oposición del entonces jefe de la Armada Luis Carrero Blanco. También estuvieron exiliados en América, el teniente de navío Vicente Ramírez Togores, jefe del Estado Mayor Mixto de la Base Naval de Cartagena en 1938; el teniente de navío Antonio Ruiz, jefe de la Base Naval de Cartagena en 1938; el capitán de corbeta Pedro Prado, jefe del Estado Mayor; el capitán de corbeta Esteban Calderón, adscrito a la subsecretaría de Marina en 1938 y el teniente de navío Alberto Calderón, comandante del destructor Sánchez Barcáiztegui en 1938. Se quedaron en Túnez al frente del Servicio Español de Trabajadores en Túnez que ayudaba a los marineros que no habían vuelto a España, el capitán de fragata J. Sánchez Erostarbe, segundo jefe del Estado Mayor en 1938, y el capitán de corbeta, J. García Barreiro, jefe de la flotilla de destructores en 1938.
El joven comandante del destructor José Luis Díez, el teniente de navío Juan Antonio Castro Izaguirre se unió en 1940 a las fuerzas de la Francia Libre del general De Gaulle y obtuvo el mando de un destructor. Después de 1945 siguió su carrera en la Armada francesa donde llegó al empleo de capitán de navío, mandó el puerto de Tolón y desempeñó el cargo de jefe de servicios meteorológicos de la Armada.

## Unidades navales de la República Española

### Abril de 1931 al 14 de julio de 1936
Estas son las principales unidades navales entre el 14 de abril de 1931 y el 16 de julio de 1936. No se incluyen petroleros, transportes de tropas, remolcadores, cañoneros, guardacostas o torpederos.

#### AcorazadosDreadnought
- Clase España (16 400 t, 8 cañones de 305 mm)
  - España (1915), segundo buque de la clase España, originalmente llamado Alfonso XIII, cambió su nombre por el de España según decreto del 17 de abril de 1931.
  - Jaime I (1921), tercer buque de la clase España.

#### Cruceros
Cruceros pesados
- Clase Canarias,  (13 000 t, 8 cañones de 203 mm)
  - Canarias (1936), cabeza de su clase, su construcción comenzó en Ferrol en 1928 por la  Sociedad Española de Construcción Naval (SECN).
  - Baleares (1936), segundo buque de su clase, en el mismo astillero que el Canarias.

Cruceros ligeros
- Clase Reina Victoria Eugenia crucero ligero (6500 t, 9 cañones de 152,4 mm)
  - República (1923), anteriormente Reina Victoria Eugenia, renombrado República según decreto de 17 de abril de 1931. Único buque de su clase.
- Clase Blas de Lezo cruceros ligeros (6000 t, 6 cañones de 152,4 mm)
  - Blas de Lezo (1924), primer buque de su clase, naufragó en 1932 tras golpear accidentalmente una roca no marcada.
  - Méndez Núñez (1924), segundo buque de su clase.
- Clase Almirante Cervera cruceros ligeros (9000 t 8 cañones de 152,4 mm)
  - Libertad (1927), anteriormente  Príncipe Alfonso, renombrado Libertad según decreto de 17 de abril de 1931. Primer buque de la clase Cervera.
  - Almirante Cervera (1928), segunda unidad de su clase.
  - Miguel de Cervantes (1930), tercera unidad de su clase.

Crucero acorazado

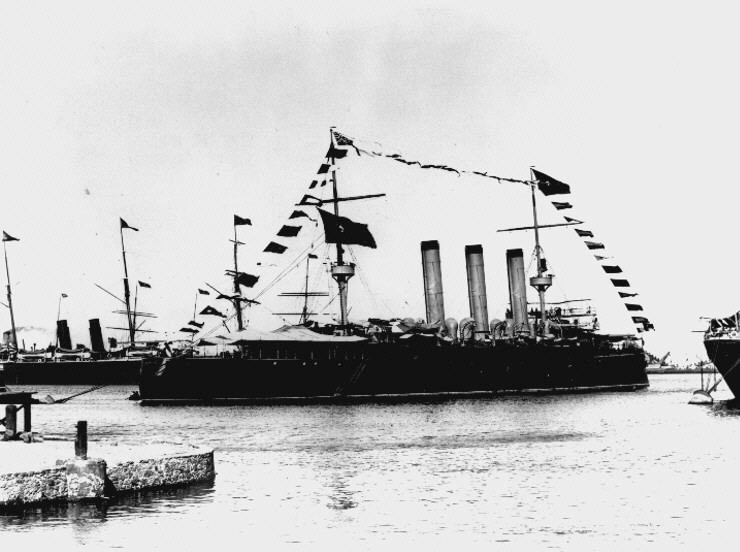
Crucero acorazado Carlos V en el puerto de Port Said en 1898.

- Emperador Carlos V (1898), único buque de su clase. Crucero acorazado utilizado como pontón para ejercicios, fue desguazado a partir de 1933.

Crucero protegido
- Río de la Plata (1900), único buque de su clase. Desde 1921 era usado para acuartelamiento y entrenamiento del personal de Aeronáutica Naval en la base de hidroaviones de Barcelona. Fue desguazado en 1931.

#### Destructores
- Clase Furor (380 t, 2 cañones de 75 mm)
  - Proserpina (P) (1898), sexto buque de la clase Furor, desguazado en  1931.
- Clase Bustamante (370 t, 5 cañones de 57 mm)
  - Villaamil (V) (1916), segundo buque de su clase.
  - Cadarso (C) (1917), tercer buque de la clase Bustamante.
- Clase Alsedo (1160 t, 3 cañones de 101,6 mm)
  - Alsedo (A) (1924), primer buque de su clase
  - Velasco (V) (1925), segunda unidad de su clase.
  - Lazaga (L) (1924), tercer buque de la clase
- Clase Churruca (1600 t, 5 cañones de 120 mm)
  - Primera Serie
    - Sánchez Barcáiztegui (SB) (1928), tercera unidad de la clase.
    - José Luis Díez (JD) (1929), cuarto buque.
    - Almirante Ferrándiz (AF) (1929), quinta unidad.
    - Lepanto (L) (1930), sexta unidad.
    - Churruca (CH) (1931), séptima unidad.
    - Alcalá Galiano (AG) (1931), octavo buque.
    - Almirante Valdés (VS), novena unidad, en construcción en Cartagena por la Sociedad Española de Construcción Naval (SECN).

  - Segunda serie (Todos en construcción en la SECN de Cartagena)
    - Almirante Antequera (AA)
    - Almirante Miranda (AM)
    - Císcar (CR)
    - Escaño (E)
    - Gravina (G)
    - Jorge Juan (JJ)
    - Ulloa (UA)

#### Otros buques

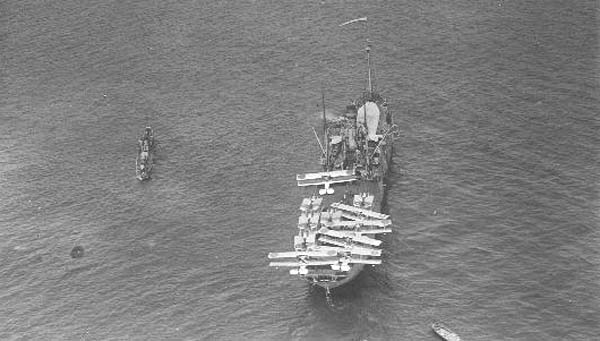
Portahidroaviones Dédalo fotografiado desde un aeroplano francés el 8 de septiembre de 1925 en la bahía de Alhucemas

- Portahidroaviones Dédalo (1922), antiguo buque mercante. Puesto en reserva en 1934 y dado de baja en abril de 1936.[94]
- Buque de rescate de submarinos  Kanguro (1920)
- Buque escuela Galatea (1922)
- Buque escuela Juan Sebastián de Elcano (1927)

#### Submarinos
- Isaac Peral (A-0) (1917), dado de baja en 1932, único de su clase, similar al Holland Tipo M-1.
- Clase A, construidos en Italia
  - Narciso Monturiol (A-1) (1917), dado de baja en 1934.
  - Cosme García (A-2) (1917), dado de baja en 1931.
  - A-3 (1917), dado de baja en 1932
- Clase B, construidos en España, similar a los buques de la clase Cachalot
  - B-1 (1922).
  - B-2 (1922).
  - B-3 (1922).
  - B-4 (1923).
  - B-5 (1925).
  - B-6 (1926).
- Clase C, construidos en España, parecidos a la clase B pero con importantes mejoras.
  -  Isaac Peral (C-1) (1928), primer buque de su clase, renombrado en memoria de Isaac Peral tras la baja del Isaac Peral (A-0) en 1932.
  - C-2 (1928), clase C segunda unidad.
  - C-3 (1929), clase C tercera unidad.
  - C-4 (1929), clase C cuarta unidad.
  - C-5 (1930), clase C quinta unidad.
  - C-6 (1930), clase C sexta unidad.

### 18 de julio de 1936 hasta marzo de 1939

Perfil del Jaime I con su apariencia de 1937

Las siguientes, son las principales unidades que quedaron en el bando gubernamental tras el golpe de Estado del 18 de julio de 1936. Todos los buques sobrevivientes al conflicto, pasaron a formar parte de la Armada Española.

#### Acorazado dreadnoguht
- Clase España
  - Jaime I (1921-1937), hundido el 17 de junio de 1937 tras una explosión mientras era reparado. Algunos autores, creen que dicha explosión, fue el resultado de un sabotaje por parte de miembros de la organización Socorro Blanco en Cartagena.[95][96]

#### Cruceros
- Clase Blas de Lezo
  - Méndez Núñez, (1924-1963), huyó a Bizerta tras los sucesos de marzo de 1939 en Cartagena.
- Clase Almirante Cervera
  - Libertad, (1927-1965), huyó a Bizerta tras los sucesos de marzo de 1939 en Cartagena.
  - Almirante Cervera, (1928-1965), fue tomado en las primeras horas por su tripulación, pero al estar en dique seco, fue capturado por las tropas franquistas.
  - Miguel de Cervantes, (1930-1964), fue dañado por un torpedo lanzado por un submarino italiano. Su reparación finalizó casi al final de la contienda, huyó a Bizerta tras los sucesos de Cartagena de marzo de 1939.

#### Destructores
- Clase Alsedo'
  - Alsedo (A), (1924-1957), capturado por los sublevados en el Puerto de Cartagena al final de la Guerra Civil.
  - Lazaga (L), (1925-1961), en dique seco en Cartagena al final de la contienda.
- Clase Churruca primera serie
  - Sánchez Barcáiztegui (SB), (1928-1964), hundido en marzo de 1939 durante un bombardeo, fue reflotado y se encontraba en dique seco al final de la contienda en Cartagena.
  - José Luis Díez (JD), (1929-1965), llegó a formar parte de la Marina Auxiliar de Euzkadi en 1936. Fue internado en Gibraltar en 1938 tras dos intentos de pasar el Estrecho de Gibraltar. Tras el final de la contienda, fue entregado a las autoridades franquistas.
  - Almirante Ferrándiz (AF), (1929-1936), hundido por el crucero Canarias  el 21 de septiembre de 1936 en la batalla del cabo Espartel.
  - Lepanto (LE), (1930-1957), huyó a Bizerta tras los sucesos de Cartagena de marzo de 1939.
  - Churruca (CH) (1931-1963), capturado por los sublevados en el Puerto de Cartagena tras el final de la contienda.
  - Alcalá Galiano (AG), (1931-1957), en el astillero de Cartagena al final de la contienda.
  - Almirante Valdés (AV), (1933-1957), huyó a Bizerta tras los sucesos de Cartagena de marzo de 1939.
- Clase Churruca segunda  serie
  - Almirante Antequera (AA), (1935-1965), huyó a Bizerta tras los sucesos de Cartagena de marzo de 1939.
  - Almirante Miranda (AM), (1936-1970), huyó a Bizerta tras los sucesos de Cartagena de marzo de 1939.
  - Císcar (CR), (1936-1957), llegó a formar parte de la Marina Auxiliar de Euzkadi en 1936. Fue bombardeado y hundido en 1937 en el Puerto de El Musel, Asturias. Posteriormente fue puesto a flote e incorporado a la armada sublevada en 1938.
  - Escaño (E), (1936-1963), huyó a Bizerta tras los sucesos de Cartagena de marzo de 1939.
  - Gravina (G), (1936-1963), huyó a Bizerta tras los sucesos de Cartagena de marzo de 1939.
  - Jorge Juan (JJ), (1937-1959), huyó a Bizerta tras los sucesos de Cartagena de marzo de 1939.
  - Ulloa (UA), (1937-1963), huyó a Bizerta tras los sucesos de Cartagena de marzo de 1939.
- clase Churruca tercera serie
  - Liniers, en construcción en Cartagena.
  - Álava, en construcción en Cartagena.

#### Submarinos
- Clase B
  - B-1 (1922-1940), hundido en Cartagena en 1937.
  - B-2 (1922-1952), varado en Cartagena.
  - B-3 (1922-1940), varado en Cartagena.
  - B-4 (1923-1941), varado Cartagena.
  - B-5 (1925-1936), hundido frente a Estepona.
  - B-6 (1926-1936), hundido por el destructor sublevado Velasco con ayuda del remolcador artillado Galicia.
- Clase C
  - Isaac Peral C-1, (1928-1950), hundido en 1938 y en reparaciones en Barcelona, donde fue capturado por las fuerzas franquistas.
  - C-2, (1928-1951), huyó a Bizerta tras los sucesos de Cartagena de marzo de 1939.
  - C-3, (1928-1936), hundido frente a las costas de Málaga por el U-boat alemán U-34 durante la operación Úrsula de la  Kriegsmarine.
  - C-4, (1928-1946), huyó a Bizerta tras los sucesos de Cartagena de marzo de 1939.
  - C-5, (1928-1937), destino desconocido, probablemente hundido.
  - C-6, (1928-1937), echado a pique para evitar su captura; reflotado y hundido mientras era llevado al desguace.
- Clase D
  - D-1, en construcción en Cartagena.
  - D-2, en construcción en Cartagena.
  - D-3, en construcción en Cartagena.

## LaAeronáutica Naval

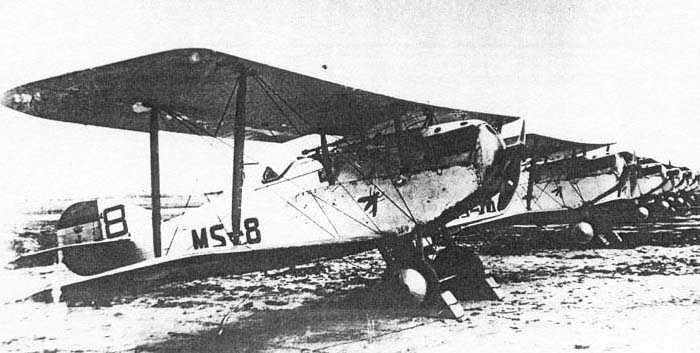
Martinsyde F.4 Buzzard de la Aeronáutica Naval

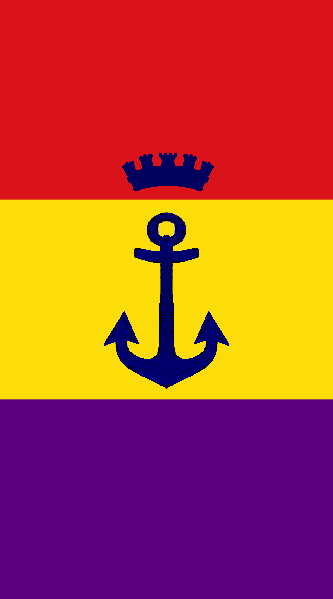
Distintivo de cola de la Aeronáutica Naval (1931-1937)

La Aeronáutica Naval era la aviación naval de la Marina de guerra de la República. En 1920 quedó establecida el arma aérea de la armada según un real decreto de cuatro años antes, empezando su actividad en El Prat, en la localización del actual aeropuerto de Barcelona. En mayo de 1937, fue fusionada con el arma aérea del Ejército de la República tras la reorganización que siguió al golpe de Estado de 1936 formando la Fuerzas Aéreas de la República Española.
En 1931 la mayoría de aeronaves utilizadas por la Aeronáutica Naval comenzaban su obsolescencia. El posteriormente vicealmirante Francisco Moreno Fernández supervisó el material existente entre 1932 y 1933 llegando a la conclusión de que los viejos hidroaviones Dornier y Savoia no estaban equipados para lanzar torpedos o bombas, y que solo eran válidos para tareas de reconocimiento. Algunos Vickers Vildebeest se estaban construyendo bajo licencia en CASA para la Aeronáutica Naval, pero no se habían ordenado los sistemas necesarios para portar el armamento, por lo que la mayoría de los oficiales, dudaban de su utilidad. Estos mismos oficiales, también mostraban su preocupación debido a que ningún buque, estaba capacitado para portar aeronaves. El Viejo portahidroaviones Dédalo, aunque muy útil y eficiente en la reparación de aeronaves, era un lento y viejo buque a vapor, que no podía durar mucho más.

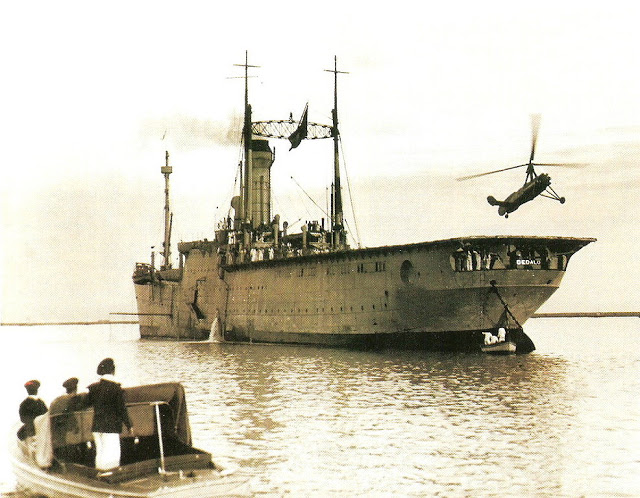
El autogiro Cierva C.30 despegando desde la cubierta del Dédalo, 7 de marzo de 1934.

Juan de la Cierva y Codorníu, con su famoso invento del autogiro, efectuó el 7 de marzo de 1934 un perfecto y preciso aterrizaje con un modelo C.30 matriculado G-ACIO sobre una zona marcada de la cubierta del Dédalo, fondeado cerca del puerto de Valencia. Media hora después despegó tras una corta carrera de 24 m. Era la primera vez en el mundo que una nave de aspas y rotor se posaba y despegaba sobre un buque.
Los dos cruceros pesados de la clase Canarias cuya construcción se había iniciado en 1928, estaba planeado que portaran al menos un hidroavión cada uno, pero aún no se había decidido ni el modelo de avión, ni el de catapulta que debían portar. Finalmente, en 1934 se contactó con Hawker Aircraft para la adquisición de cuatro hidroaviones Hawker Osprey para los cruceros de clase Canarias en construcción. De las cuatro aeronaves, solo una, conocida como el 'Spanish Osprey' equipado con motor Hispano-Suiza 12Xbrs, fue entregado.
En 1932 los viejos entrenadores Avro 504K fueron reemplazados por los modernos Hispano Aviación E-30. Entre 1934 y 1935 se intentó modernizar la flota de hidroaviones contemplándose el reemplazo de los Dornier Do J Wal por  Breguet 521 Bizerte y los Macchi M.18 por Potez 452.
Hasta 1936 la Aeronáutica Naval, contó con una sección de dirigibles En 1934, cuando el portahidroaviones Dédalo fue dado de baja, la Aeronáutica Naval perdió muchos de sus oficiales, que fueron trasferidos a otras ramas de la Marina de guerra de la República.

## LaInfantería de Marina

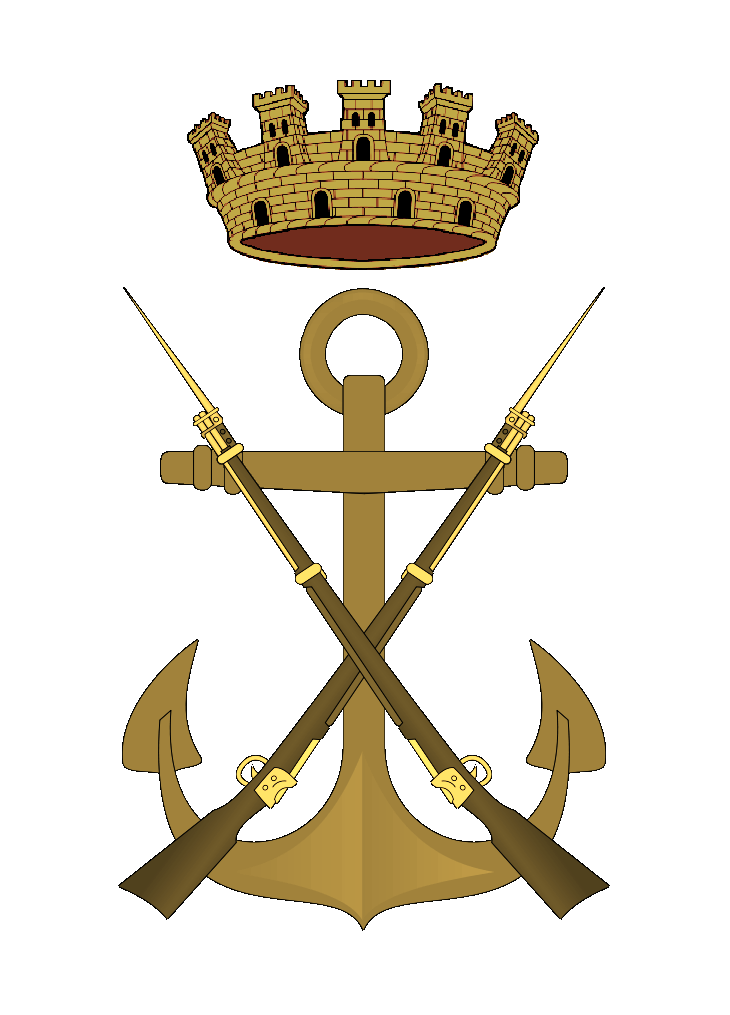
Insignia de la Infantería de Marina de la República (1931-1939)

En 1931 la infantería de marina española fue etiquetada como una "fuerza colonial" en los primeros días de la República Española por el papel prominente que había tenido durante la impopular guerra del Rif entre 1920 y 1926. Dentro de sus precipitadas reformas de las fuerzas armadas españolas, el recién nombrado ministro de la Guerra Manuel Azaña planeaba disolver la infantería de marina.
Sin embargo, la guerra civil comenzó antes de la Infantería de Marina fuera disuelta oficialmente. En octubre de 1936 el Ministerio de la Guerra fue reemplazado por el Ministerio de Defensa Nacional, encabezado por Largo Caballero y las reformas de Azaña fueron invalidadas. Como consecuencia, las unidades de Infantería de Marina republicanas en las zonas de España que habían permanecido leales al gobierno no fueron disueltas y pasaron a formar parte de la nueva estructura militar de la República. En la base naval republicana de Cartagena las unidades de infantería de marina pertenecientes al Tercio de Levante fueron utilizadas principalmente en la protección de los barcos amarrados y de las instalaciones navales, así como para la dotación de la artillería antiaérea.
Algunas unidades de infantes de marina de la república también participaron en acción en primera línea de combate; la 151.ª Brigada Mixta era una Brigada Mixta de infantería de marina al mando del comandante Pedro Muñoz Caro. Su actividad en operaciones de desembarco se vio limitada por la falta de acciones ofensivas y la ineficacia general de la Marina de guerra republicana, por lo cual los infantes de marina que combatieron del lado de la república participaron principalmente en acciones alejadas de las costas, en el interior de la península. Apoyaron al Ejército Republicano español en batallas como las de  Alfambra, Brunete, del Ebro y la del Segre, muy lejos del mar. El fotógrafo Robert Capa tomó fotografías de los infantes de marina españoles republicanos en estas batallas tierra adentro.
El teniente coronel de la infantería de marina de la República Ambrosio Ristori de la Cuadra, muerto en combate durante el asedio de Madrid, recibió a título póstumo la Placa Laureada de Madrid.

## Rangos
En la Marina de Guerra de la República, se introdujeron algunos cambios en las insignias y banderines, La coca, fue reemplazada por una estrella de cinco puntas, y la corona real por la corona mural en los botones, gorras de plato de los oficiales y auxiliares navales y en todos los distintivos y prendas de uniforme.
| España (1931-1939) |                     |                    |                    |                    |                   |                  |                    |         |
| Vicealmirante      | Contraalmirante     | Capitán de Navío   | Capitán de Fragata | Capitán de Corbeta | Teniente de Navío | Alférez de Navío | Alférez de Fragata |         |
|                    | General de División | General de Brigada | Coronel            | Teniente Coronel   | Comandante        | Capitán          | Teniente           | Alférez |

### Suboficiales y marinería
- Marinero
- Marinero de Primera
- Cabo
- Sargento
- Brigada
- Subayudante
- Subteniente

### Gallardetes e insignias

Insignia del ministro de Marina
Insignia de capitán general de la Flota
Insignia de almirante
Insignia de vicealmirante
Insignia de vicealmirante (subordinado)
Insignia de contralmirante
Insignia de contralmirante (subordinado)
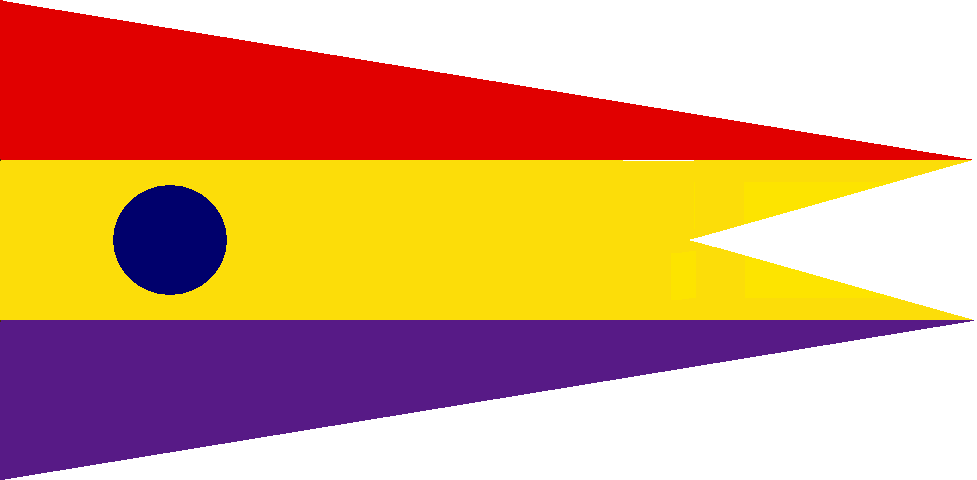
Gallardetón de capitán de navío al mando de escuadrón naval.
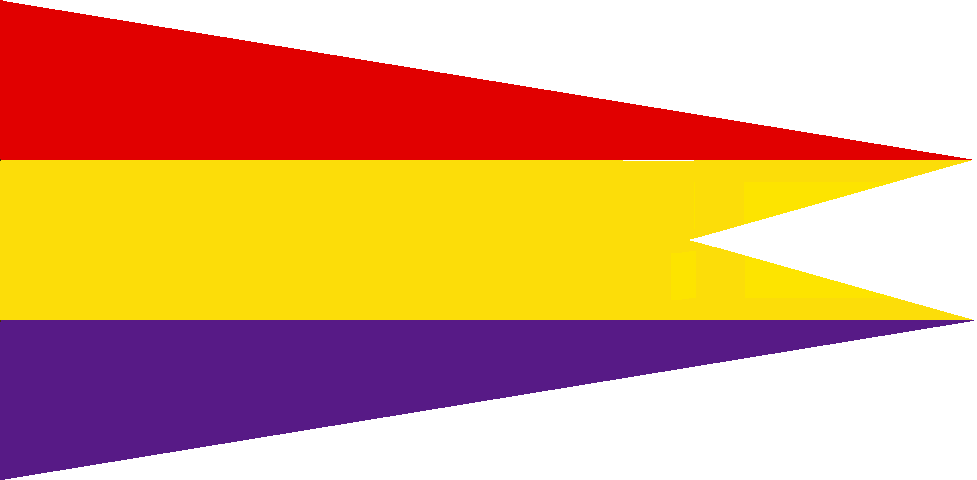
Gallardetón de capitán de navío al mando de división naval.
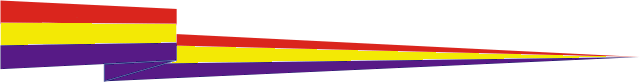
Gallardete de comandante de buque de guerra
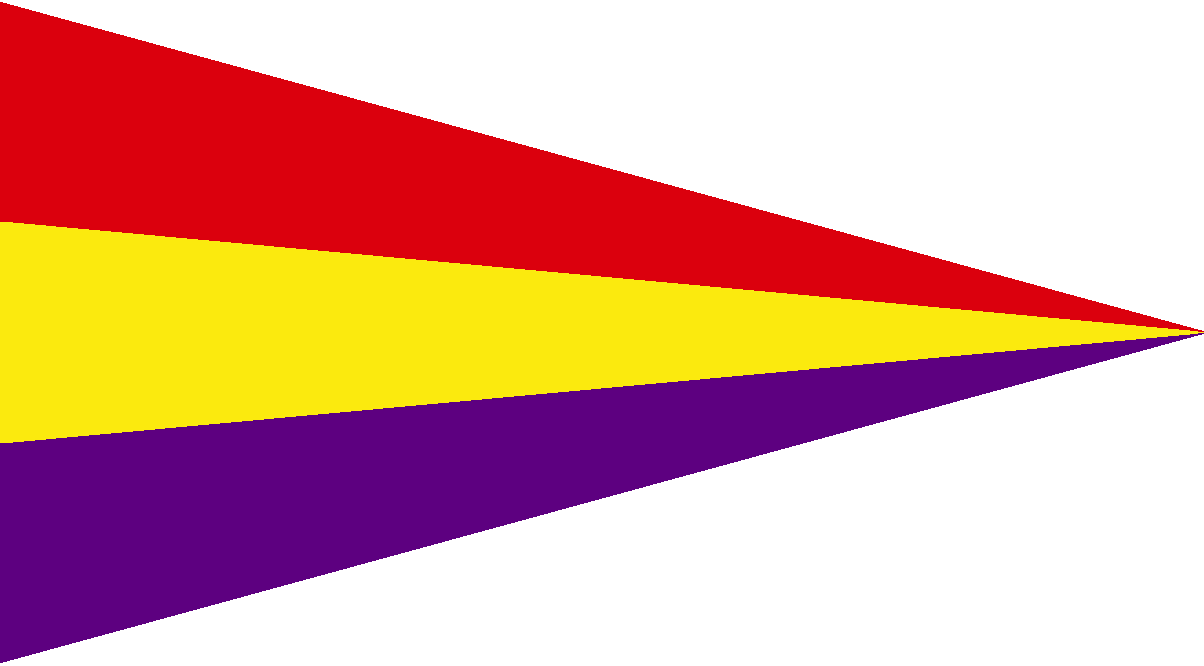
Grímpola que indica el comandante de mayor antigüedad en reunión de buques de la Armada.
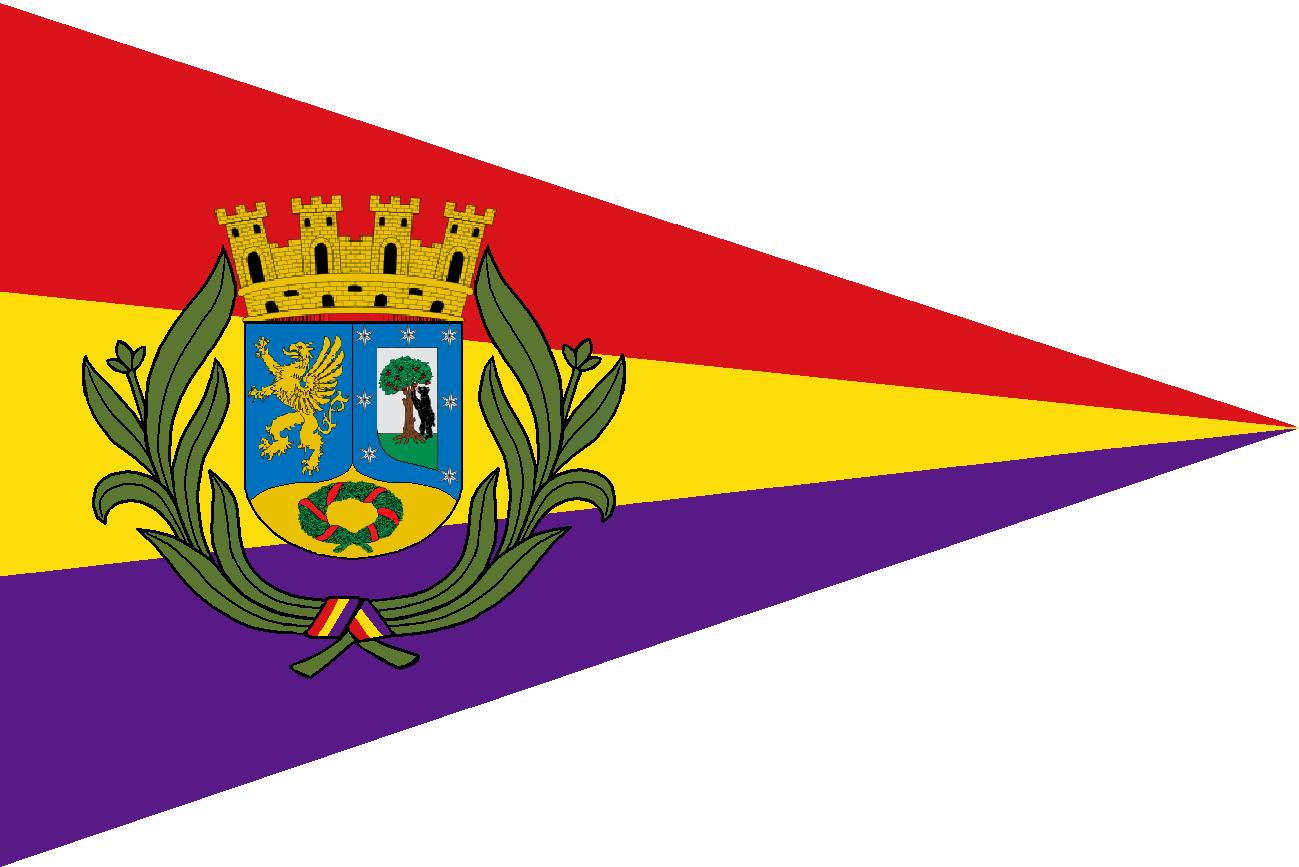
1938. Distintivo de Madrid otorgado a los buques que tomaron parte en la batalla del cabo de Palos